# Курт Гартманн
Курт Гартманн (нім. Curt Hartmann; 14 жовтня 1920, Гоммерн — ?) — німецький офіцер-підводник, оберлейтенант-цур-зее крігсмаріне.

## Біографія
16 вересня 1939 року вступив на флот. В лютому-вересні 1941 року пройшов курс підводника. З жовтня 1941 по жовтень 1942 року — 2-й вахтовий офіцер на підводному човні U-171, з 19 січня 1943 року — на U-170. В липні-серпні 1943 року пройшов курс командира човна. З 29 вересня 1943 по 29 травня 1944 року — командир U-236, з травня по 7 червня 1944 року — U-71, з 16 липня 1944 по 9 квітня 1945 року — U-982. В квітні 1945 року переданий в розпорядження 31-ї флотилії.

## Звання
- Кандидат в офіцери (16 вересня 1939)
- Морський кадет (1 лютого 1940)
- Фенріх-цур-зее (1 липня 1940)
- Оберфенріх-цур-зее (1 липня 1941)
- Лейтенант-цур-зее (1 березня 1942)
- Оберлейтенант-цур-зее (1 жовтня 1943)